# Lamás Médula
Lamás Médula es un periódico literario fundado en Buenos Aires durante la década de los 80 por los escritores argentinos Néstor Colón, Sebastián Bianchi, Daniel Berenstein y Ture. 

## Historia
En su primera etapa, la revista Lamás Médula contó con aportes de Alfredo Bugueiro, David Wapner, Rubén Vedovaldi, Jorge Ariel Madrazo y Jorge Boccanera. 
A comienzos de los años 90, Lamás Médula dejó de salir en papel, para regresar en formato digital en 2008. 
El periódico digital ofrece grabaciones de poemas leídos por Oliverio Girondo, Leónidas Lamborghini, Susana Thénon, Néstor Perlongher, Juan Carlos Bustriazo Ortiz, Mauricio Rosencof, Charles Bukowski, Mario Trejo, Roberto Santoro, Allen Ginsberg, Antonio Gasalla, Diego Capusotto, Horacio Salas, Martín Adán, Raúl González Tuñón, Rodolfo Edwards y Héctor Urruspuru, entre otros. 
La versión digital ofrece, a su vez, informes desde todas las provincias argentinas, así como notas y videos desde México, Chile, Brasil, España, Italia, Alemania, Estados Unidos, el Reino Unido, Israel, Perú, Uruguay, República Dominicana, Cuba, Panamá y Colombia, entre otros países.
A partir de 2010, Lamás Médula volvió a tener una edición en papel. Entre sus columnistas se encuentran Jorge Santiago Perednik, Laura Klein, Javier Robledo, Lucas Amuchástegui, Inés Manzano, Miguel Menassa y Tom Lupo.